# يشعياهو أفريخ
يشعياهو أفريخ (15 يونيو 1912 - 21 يناير 1988) كان كاتبا ومترجمًا إسرائيليًا.
حصل على جائزة إسرائيل للصحافة في عام 1986.

## حياته
ولد أفريخ في عام 1912 في مدينة كييف فيالإمبراطورية الروسية (عاصمة أوكرانيا الآن). وبعد الحرب العالمية الأولى، استقرت الأسرة في كوفال في أوكرانيا حاليا. ولقي والداه وشقيقته الرضيعة نحاما حتفهم في المحرقة.
وفي عام 1935 هاجر إلى فلسطين واستقر في كيبوتس ميرحافيا. وعمل كاتبا ومحررا حتى اندلاع الحرب العالمية الثانية. وخلال الحرب تطوع في صفوف الجيش البريطاني، وفي نفس الوقت عمل ضابطًا إعلاميًا لمنظمة الهاغاناه وعضوا في مقر المنظمة في منطقة تل أبيب. وبعد قيام الدولة خدم في الجيش الإسرائيلي كضابط تعليم في القيادة المركزية برتبة رائد، ومع إنشاء وزارة التربية والتعليم والثقافة خدم في مناصب إدارية عليا، كان آخرها رئيس شعبة الثقافة.
توفي عام 1988 ودُفن في مقبرة كريات شاؤول.

## الجوائز
- 1975 - حصل على جائزة سوكولوف
- 1980 جائزة حاييم غرينبرغ (عن كتابه "حلقات يوتام")
- 1986 - جائزة إسرائيل للصحافة (1986).